# 凌河区
凌河区是辽宁省锦州市下辖的一个市辖区。

## 行政区划
凌河区下辖6个街道办事处：
石桥子街道、龙江街道、榴花街道、康宁街道、锦铁街道、紫荆街道和锦州北山农工商总公司。

## 人口
根據第七次人口普查數據，截至2020年11月1日零時，淩河區常住人口為402038人。